# Monasterio de Santa María la Real de Iranzu
El monasterio de Iranzu (en euskera y oficialmente Irantzu) es un conjunto situado en el municipio de Abárzuza (Navarra), muy cerca de la ciudad de Estella. Es de origen cisterciense y su construcción se prolonga desde el siglo XII hasta el XIV. Del conjunto de edificaciones medievales permanece la base de la Iglesia, el claustro, la sala capitular, las celdas de castigo, el locutorio y la cocina, correspondiendo el resto a sucesivas remodelaciones de los siglos XVI y XVII. 
Tras la desamortización de Mendizábal sufrió, como la mayoría de establecimientos similares, un completo abandono llegándose a declarar en ruinas, pero tras la costosa restauración emprendida en 1942, actualmente se encuentra en buen estado de conservación y rodeado de montes y entornos naturales de gran belleza.
La Iglesia católica conmemora la festividad de la advocación el 8 de septiembre.

## Topología
Iranzu significa en euskera 'helechal'.[cita requerida] Es palabra formada del radical Ira, que significa 'helecho' y el sufijo -tzu, abundativo euskérico. Iranzu es, en cuanto a su significado, pariente de topónimos como Irache, Iraeta o Irañeta. En castellano equivaldría a "Santa María del Helechal", aunque también se ha traducido como "Santa María de la Plenitud".[cita requerida]

## Orígenes

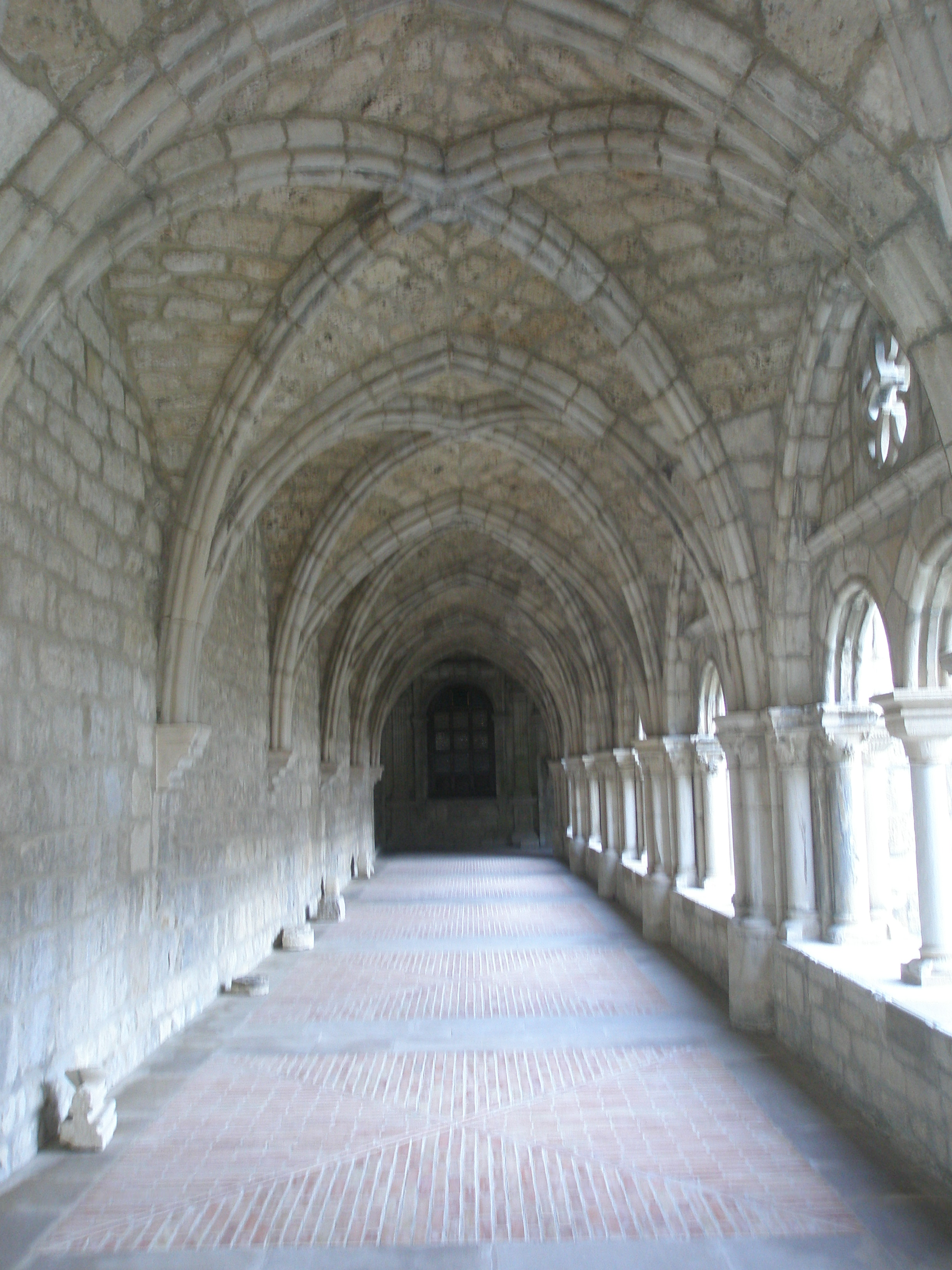
Claustro.

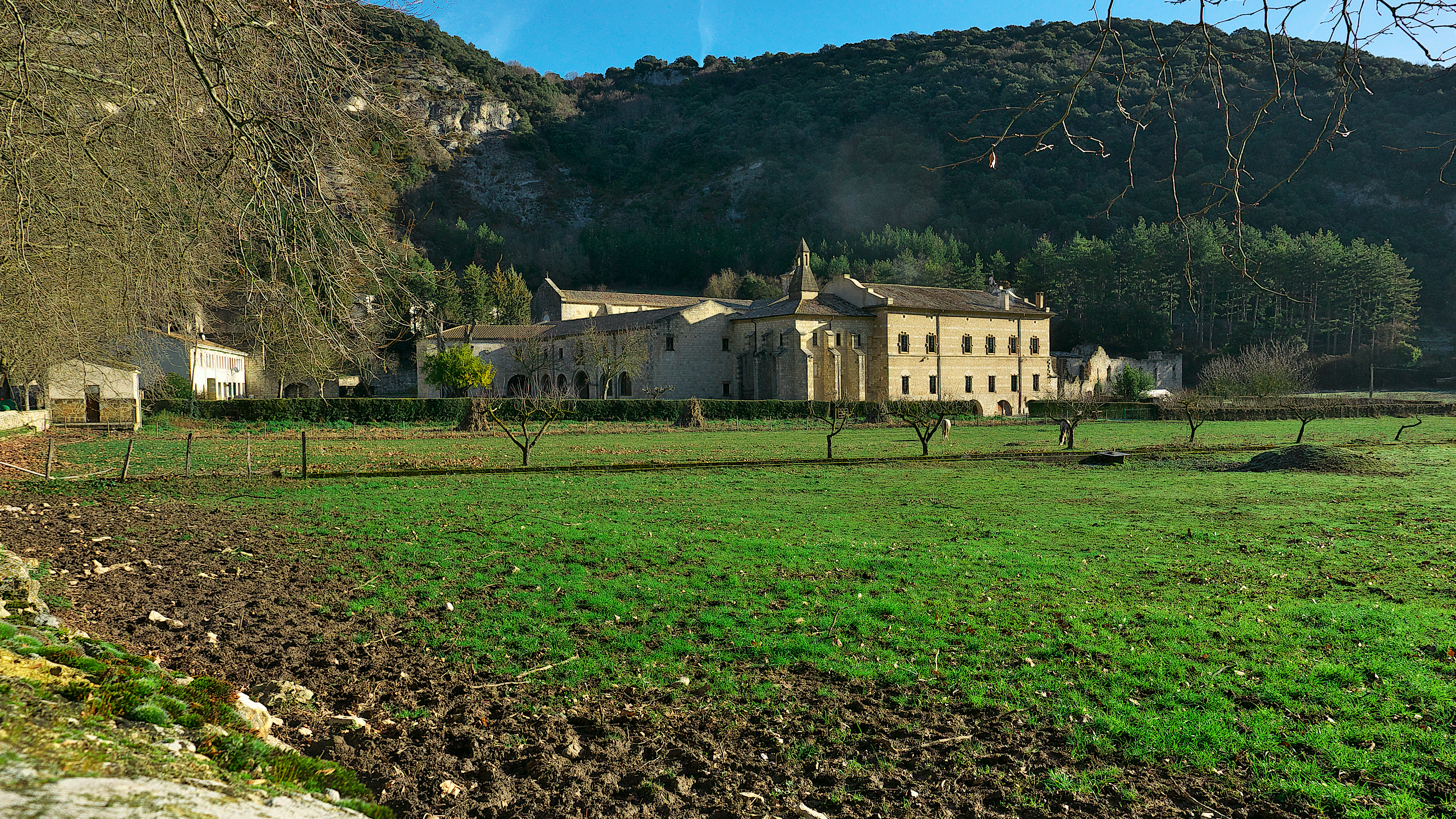
Panorámica del monasterio

El primer monasterio que hubo en este lugar está datado en el siglo XI. Era de benedictinos y estaba bajo la advocación de san Adrián.
El establecimiento de los monjes cistercienses en Iranzu data de 1176. Surgió tras la donación de los terrenos de Iranzu por parte del obispo de Pamplona Pedro de París, natural de Artajona, a su hermano Nicolás, para que allí fundara un monasterio de su orden.
Iranzu llegó a reunir vastas propiedades: tierras de cultivo, pastos, iglesias parroquiales, pueblos enteros, etc. que se extendían por toda Navarra y por toda España.
En el siglo XIV entra en un periodo crítico que llega hasta el siglo XV, siendo una de las causas la guerra civil que asoló Navarra.
Con la desamortización de 1835, los monjes pudieron permanecer con protección de los carlistas, pero en 1839, tras el convenio de Vergara, se vieron obligados por Mendizábal a abandonar el monasterio, pasando a ser propiedad del Estado.
Hasta el año 1942 estuvo totalmente abandonado; a partir de la restauración del templo, en 1993, se establecen en el lugar la comunidad religiosa de la Orden de Clérigos Regulares (Teatinos), quienes implantaron un seminario y regentan hasta hoy el monasterio.

## Restauración
En 1942 la Institución Príncipe de Viana inicia una intensa reconstrucción del conjunto monástico. 